# تیم ملی فوتبال ساحلی سوریه
تیم ملی فوتبال ساحلی سوریه   نماینده سوریه در مسابقات بین‌المللی فوتسال و یکی از تیم‌های فوتسال آسیایی است. 